# Световна банка
Световната банка (СБ) (на английски: World Bank) е международна финансова организация, която осигурява подпомагащи заеми на развиващите се страни за капиталови програми. Световната банка е изложила като своя цел намаляването на бедността. По закон всички нейни решения трябва да бъдат ръководени от ангажимента за спомагане на чуждите инвестиции, международната търговия и подпомагане на капиталовото инвестиране. Световната банка е един от най-големите световни източници на помощи за развитие. Тя е собственост на повече от 180 държави членки, чиито виждания и интереси са представени в Управителния съвет и базирания във Вашингтон Съвет на директорите. Държавите членки са акционерите, които имат властта да взимат решения в Световната банка.
Световната банка се различава от Групата на Световната банка по това, че обхваща само две институции:
- Международна банка за възстановяване и развитие (МБВР) – International Bank for Reconstruction and Development (IBRD) и
- Международна асоциация за развитие (МАР) – International Development Association (IDA);

докато Групата на Световната банка, освен тези две, включва и още три институции:
- Международна финансова корпорация (МФК) – International Finance Corporation (IFC);
- Агенция за многостранни инвестиционни гаранции (АМИГ) – Multilateral Investment Guarantee Agency (MIGA);
- Международен център за регулиране на инвестиционните спорове (МЦУИС) – International Centre for Settlement of Investment Disputes (ICSID).

## История
Световната банка е една от петте институции, създадени на Бретънудската конференция през 1944 (конкретно на 27 декември 1945). Международният валутен фонд, свързана с нея институция, е втората. Делегати от много страни присъстват на Бретън-Уудската конференция, като най-влиятелно присъствие имат САЩ и Великобритания, които доминират в преговорите.
Макар че и двете организации са базирани във Вашингтон, Световната банка обичайно е оглавявана от американец, докато МВФ от европеец.

### 1945 – 1968
От самото начало до 1967 година банката отпуска сравнително малко кредити. Наблюдава се фискален консерватизъм и внимателно проучване на кандидатурите за получаване на кредит.
Президентът на банката Джон Макклой избира Франция да бъде първата страна, която да получи финансова помощ; две други кандидатури от Полша и Чили са отхвърлени. Заемът е в размер на 250 милиона щатски долара, което, освен че е половината от исканата сума, се поставят и много строги условия. Държавният департамент на Съединените щати, казва на френското правителство, че комунистическите елементи в кабинета трябва да бъдат премахнати. Френското правителство се съобразява с този диктат и премахва Държавната комунистическа коалиция. Заемът за Франция е отпуснат за броени часове.

### 1968 – 1980
От 1968 г. до 1980 г., банката се концентрира върху това да бъдат посрещнати основните нужди на хората в развиващия се свят. Размерът и броят на отпуснатите кредити се увеличава значително, като основните цели се разрастват от инфраструктура до социални услуги и други сектори. Тези промени се дължат на Робърт Макнамара, който е назначен за президент през 1968 г. от Линдън Б. Джонсън. Макнамара въвежда технократичен стил на управление в банката, който е използвал преди това като Секретар на отбраната на САЩ и президент на компанията Форд Мотор. Той променя политиката на банката в посока на построяване на училища и болници, подобряване на грамотността, както и реформи в земеделието. Макнамара създава нова система за събиране на информация от държавите, които са потенциални кредитополучатели, която позволява на банката да обработва кандидатурите за отпускане на заем много по-бързо.

### 1980 – 1989
През 1980 г. А. Клаузен заема мястото на Макнамара, след като бива номиниран от президента в САЩ – Джими Картър. Картър заменя голям брой служители от ерата на Макнамара и въвежда нов идеологичен фокус в банката. Заменянето на главния икономист Холис Б. Ченъри с Ан Крюгер, през 1982 г. бележи значителна промяна в политиката на банката. Крюгер е всеизвестна с критиките си към финансирането за развитие на страните от третия свят.
В края на осемдесетте години, УНИЦЕФ докладва, че структурните програми на Световната банка са отговорни за „намалени нива в образованието, храненето и здравето на десетки милиони деца в Азия, Латинска Америка и Африка“.

### 1989 г. –
От 1989 г. политиката на Световната банка се променя, в резултат на критиката, която търпи от много групи. Банката започва да отпуска средства на не правителствени организации и групи за защита на околната среда, с цел да смекчи последствията от миналата политика, която подбуди такава остра критика.

## Управление
Президентът на банката, понастоящем Джим Йон Ким, е отговорен за водене на срещите на Борда на директорите и за цялостен мениджмънт на банката. Традиционно президентът на СБ е винаги бил с американско гражданство и номиниран от САЩ, който е най-големият акционер в банката. Номинацията се предлага за одобрение от Борда на управителите, и се равнява на петгодишен, обновим, мандат.
Изпълнителните директори, представляващи страните членки на банката, съставят Борда на директорите, който обикновено се събира два пъти седмично, за да прегледа дейностите, като одобрение на заеми и гаранции, нови политики, административен бюджет, асистиране на стратегии на страни и решения за заемане и финансиране.
Вицепрезидентите на банката са принципиални мениджъри, които са отговорни за регионите, секторите, връзките и функциите. Има 24 вицепрезидента и три старши вицепрезидента, както и двама изпълнителни вицепрезиденти.

## Цели и задачи
| „ | Целите на дейността на Световната банка – да способства за устойчивата глобализация в интерес на всички слоеве от населението, съкращаване на бедността, ускоряване на икономическия ръст без ущърб за околната среда, а също така да създаде нови възможности за хората и да им вдъхне надежда. | “ |

Понастоящем, в съответствие с Декларацията на хилядолетието, Световната банка съсредоточава дейността си за достигане на целите за развитие. В преходния период към третото хилядолетие, под егидата на ООН са формулирани осем цели, за чието достигане да бъдат насочени усилията на международните организации. Целите на развитието за хилядолетието трябва да бъдат достигнати към 2015 г. и включват:
1. премахване на бедността и масовия глад;
2. осигуряването на всеобщо начално образование;
3. поощрение на равенството на мъжете и жените и разширяване на правата и възможностите на жените;
4. съкращаване на детската смъртност;
5. подобряване на условията за майчинство;
6. борбата с ХИВ/СПИН, маларията и други заболявания;
7. осигуряване на устойчиво развитие на околната среда;
8. формиране на глобално партньорство за целите на развитие.

Решавайки глобалните задачи за развитие на човечеството, Световната банка, използвайки механизмите на предоставяне на заеми от МБВР, кредитира страните със средно ниво на доходи по процентни ставки, съответстващи на нивото на пазара в тези страни. Друга финансова организация на Световната банка е МАР, която кредитира страните с ниско ниво на доход по минимална процентна ставка или даже без проценти.

### Кредити
Действайки чрез МБВР и МАР, Световната банка предоставя кредити от два основни вида: инвестиционни кредити и кредити за целите на развитие.
Инвестиционните кредити се предоставят за финансирането на производство на стоки и услуги в рамките на проекти за социално-икономическо развитие в най-различни сектори. Кредитите за целите на развитие (преди това наричани още кредити за структурни преобразувания) се предоставят по пътя на разпределението на финансовите ресурси за подпомагане на политически и институционални реформи.
Получената от кредитоискателя заявление за финансиране на проекта се оценява, за да се провери дали проектът е приемлив в икономически, финансов, социален и екологичен план. В етапа на преговорите за сключване на заем, банката и кредитополучателя съгласуват задачите по развитието на проекта, компонентите на проекта, очакваните резултати и показателите за изпълнение на проекта и плана за изпълнение, както и графика за изплащане на заема. По време на реализацията на проекта, банката наблюдава използваните средства и оценява резултатите от реализацията на проектите. 3/4 от средствата по непогасените заеми се управляват от страна на директори по страни, които работят в постоянните представителства на банката в страните членки. В тези постоянни представителства работят около 30% от служителите на банката, като те наброяват почти 100 по целия свят.
Дългосрочните кредити на МАР се без процент, макар че по тях се взима неголяма комисионна такса в размер 0,75 процента от предоставените средства. Пълната информация за финансовите продукти, услуги, процентни ставки и такси на МБВР може да се видят на страницата на финансовия отдел на Световната банка. Финансовият отдел ръководи всички осъществявани от МБВР операции по заемите и даването на кредити, а също така изпълнява функциите на касиер, обслужващ другите учреждения в състава на Световната банка.

### Безвъзмездни средства
Световната банка предоставя финансова подкрепа под формата на безвъзмездни средства. Целта на безвъзмездната помощ е да насърчи разработването на проекти чрез насърчаване на иновациите, сътрудничеството между организациите и участието на местните заинтересовани страни в работата по проекта. През последните години, безвъзмездната помощ на МАР, осигурена директно или управлявана чрез партньорства, се използва за следните цели:
- Намаляване на дълга за страните с високо ниво на задължения.
- Подобряване на ефективността на комуналните и водните услуги.
- Подкрепа за програмите за имунизация и ваксинация с цел да се намалят случаите на инфекциозни болести като например малария.
- Борбата срещу пандемията от ХИВ/СПИН.
- Подкрепа за организациите на гражданското общество.
- Създаване на стимули за намаляване на емисиите на парникови газове.

### Направления (сфери) на дейност
Дейността на Световната банка обхваща широка област:
- Проблемите на бедността.
- Проблеми на снабдяването с продоволствие.
- Селското стопанство, горското стопанство и развитието на други сектори на икономиката, свързани с използването на земя.
- Проблемите на борбата със СПИН в развиващите се страни.
- Борбата с корупцията.
- Борбата с разпространението на вирусните болести.
- Борбата с маларията.
- Детско-юношеските проблеми.
- Проблема с експлоатацията на детски труд.
- Проблемите по развитието на енергетиката, достъпа до източници и търсенето на нови източници на енергия.
- Икономическата политика и проблемите по задлъжнялостта на развиващите се страни.
- Изработката на стратегия за развитие.
- Проблемите по инвестициите в развиващите се страни.
- Проблемите на образованието.
- Проблемите на околната среда.
- Проблемите на изменението на климата и влиянието му върху живота на хората.
- Стратегическите задачи по развитието на човечеството и отделните региони.
- Проблемите на икономическия ръст, данъчното облагане, задлъжнялостта
- Финансовата криза
- Развитието на банковите системи, борсите, платежните системи
- Глобализацията
- Урбанизацията

Понастоящем, Световната банка участва във финансирането на над 1800 проекта – практически във всички сектори на икономиката на развиващите се страни. Финансират се проекти в най-различни области на дейност. Като пример е развитието на микрокредитирането в Босна и Херцеговина, повишаването на ефективността на профилактиката за СПИН в Гвинея, поддръжката на образованието на девойките в Бангладеш, повишаването на ефективността на здравеопазването в Мексико, съдействието за възстановяване при провъзгласяването на независимостта на Източен Тимор и оказването помощ на Индия при отстраняването на последствията от разрушителното земетресение в щата Гуджарат.

### Други услуги
Световната банка осъществява не само финансова поддръжка на страните членки. Дейността ѝ е фокусирана и върху оказването на анализаторски и консултационни услуги, от които се нуждаят развиващите се страни. Банката се занимава с изследователска работа по широк кръг от въпроси като околната среда, бедността, търговията и глобализацията, икономическите и отрасловите изследвания в конкретни сектори. Банката анализира перспективите за икономическото развитие на страните, в това число, например, банковия и/или финансов сектор, търговията, проблемите на бедността и системата за социална защита.
Значителна част от усилията на банката също така са отправени за образователна дейност и разпространението на знания, което спомага за решаването на проблемите на развитието на страните.
Институтът на Световната банка ИСБ (англ. World Bank Institute) е един от инструментите за реализацията на политиката по разпространението на знания. ИСБ работи с политици, бизнесмени, технически специалисти и други категории граждани, както и с университети и учебни центрове от различни страни.

## Президенти
| Име                    | Мандат            | Държава         | Биография |
| ---------------------- | ----------------- | --------------- | --- |
| Юджийн Майер           | 1946 – 1946       | САЩ             | Издател на вестник                                                                                                |
| Джон Макклой           | 1947 – 1949       | САЩ             | Адвокат и помощник-секретар на войната на САЩ                                                                     |
| Юджийн Р. Блек, старши | 1949 – 1963       | САЩ             | Управителен директор на банка Чейс и изпълнителен директор в Световната банка                                     |
| Джордж Уудс            | 1963 – 1968       | САЩ             | Управителен директор на банка First Boston Corporation                                                            |
| Робърт Макнамара       | 1968 – 1981       | САЩ             | Министър на отбраната на САЩ, президент на компанията Форд                                                        |
| Алдън В. Клаусен       | 1981 – 1986       | САЩ             | Адвокат, управителен директор на „Bank of America“                                                                |
| Барбър Конабъл         | 1986 – 1991       | САЩ             | Сенатор на Ню Йорк и конгресмен                                                                                   |
| Люис Престон           | 1991 – 1995       | САЩ             | Управителен директор на банка Дж. П. Морган                                                                       |
| сър Джеймс Уолфънсон   | 1995 – 2005       | САЩ · Австралия | Корпоративен адвокат и банкер                                                                                     |
| Пол Улфовиц            | 2005 – 2007       | САЩ             | Различни позиции в кабинета и правителството; посланик на САЩ в Индонезия, заместник-министър на отбраната на САЩ |
| Робърт Зелик           | 2007 – 1 юли 2012 | САЩ             | Управителен директор на банка „Голдмън Сакс“, заместник държавен секретар и търговски представител на САЩ         |
| Джим Йон Ким           | от 1 юли 2012     | САЩ             | Здравен експерт и преподавател                                                                                    |

## Главни икономисти
| Име               | Мандат         | Държава        |
| ----------------- | -------------- | -------------- |
| Холис Ченъри      | 1972 – 1982 г. | САЩ            |
| Ан Осбърн Крюгер  | 1982 – 1986 г. | САЩ            |
| Стенли Фишер      | 1988 – 1990 г. | САЩ · Израел   |
| Лоурънс Съмърс    | 1991 – 1993 г. | САЩ            |
| Майкъл Бруно      | 1993 – 1996 г. | Израел         |
| Джоузеф Стиглиц   | 1997 – 2000 г. | САЩ            |
| Никола Стърн      | 2000 – 2003 г. | Великобритания |
| Франсоа Буржиньон | 2003 – 2007 г. | Франция        |
| Джъстин Ифу Лин   | юни 2008 –     | Китай          |

## Членство
Международната банка за възстановяване и развитие (МБВР) е собственост на 186 държави членки, докато Международната асоциация за развитие има 168 членове. Държавите членки са акционерите, които имат силата да взимат решения. За да стане член на МБВР, според учредителния договор, една страна трябва първо да се присъедини към Международния валутен фонд и само членове на МБВР имат възможност да участват в другите институции на банката (МАР, МФК и АМИГ).
Държави членки на Световната банка са:
- Австралия
- Австрия
- Азербайджан
- Албания
- Алжир
- Ангола
- Антигуа и Барбуда
- Аржентина
- Армения
- Афганистан
- Бангладеш
- Барбадос
- Бахамски острови
- Бахрейн
- Беларус
- Белгия
- Белиз
- Бенин
- Боливия
- Босна и Херцеговина
- Ботсвана
- Бразилия
- Бруней
- Буркина Фасо
- Бурунди
- Бутан
- България
- Вануату
- Великобритания
- Венецуела
- Виетнам
- Габон
- Гамбия
- Гана
- Гвиана
- Гватемала
- Гвинея
- Гвинея-Бисау
- Германия
- Гренада
- Грузия
- Гърция
- Дания
- Джибути
- Доминика
- Доминиканска република
- Египет
- Еквадор
- Екваториална Гвинея
- Еритрея
- Естония
- Етиопия
- Замбия
- Зимбабве
- Йемен
- Израел
- Източен Тимор
- Индия
- Индонезия
- Йордания
- Ирак
- Иран
- Ирландия
- Исландия
- Испания
- Италия
- Кабо Верде
- Казахстан
- Камбоджа
- Камерун
- Канада
- Катар
- Кения
- Кипър
- Киргизстан
- Кирибати
- Китай
- Колумбия
- Коморски острови
- Демократична република Конго
- Република Конго
- Косово
- Коста Рика
- Кот д'Ивоар
- Кувейт
- Лаос
- Латвия
- Лесото
- Либерия
- Либия
- Ливан
- Литва
- Люксембург
- Мавритания
- Мавриций
- Мадагаскар
- Северна Македония
- Малави
- Малайзия
- Малдиви
- Мали
- Малта
- Мароко
- Маршалови острови
- Мексико
- Мианмар
- Микронезия
- Мозамбик
- Молдова
- Монголия
- Намибия
- Непал
- Нигер
- Нигерия
- Никарагуа
- Нова Зеландия
- Норвегия
- Обединени арабски емирства
- Оман
- Пакистан
- Палау
- Панама
- Папуа Нова Гвинея
- Парагвай
- Перу
- Полша
- Португалия
- Руанда
- Румъния
- Русия
- Салвадор
- Самоа
- Сан Марино
- Сао Томе и Принсипи
- Саудитска Арабия
- Есватини
- Сейнт Винсент и Гренадини
- Сейнт Китс и Невис
- Сейнт Лусия
- Сейшелски острови
- Сенегал
- Сиера Леоне
- Сингапур
- Сирия
- Словакия
- Словения
- Соломонови острови
- Сомалия
- Судан
- Суринам
- САЩ
- Сърбия
- Таджикистан
- Тайланд
- Танзания
- Того
- Тонга
- Тринидад и Тобаго
- Тунис
- Туркменистан
- Турция
- Уганда
- Узбекистан
- Украйна
- Унгария
- Уругвай
- Фиджи
- Филипини
- Финландия
- Франция
- Хаити
- Нидерландия
- Хондурас
- Хърватия
- Централноафриканска република
- Чад
- Черна гора
- Чехия
- Чили
- Швейцария
- Швеция
- Шри Ланка
- Република Южна Африка
- Южна Корея
- Ямайка
- Япония

## Гласуване
През 2010 силата на глас в СБ е ревизирана като за повишаване гласа на силно развиващи се страни, особено Китай. Страни с най-голяма сила на глас са САЩ (15,85%), Япония (6,84%), Китай (4,42%), Германия (4,00%), Великобритания (3,75%) и Франция (3,75%). Под промените, известни като „Реформа на гласуване – Фаза 3“, други страни, които получават значително по-голяма сила включват Бразилия, Индия, Южна Корея и Мексико. За повечето развиващи се страни, обаче силата на глас е понижена, а тази на Русия остава без промяна.

## Критика
Световната банка е критикувана отдавна от неправителствени организации, като групата за права на местни – Survival International, както и членове на академията, включително нейният бивш Главен икономист Джоузеф Стиглиц, който е еднакво критичен и към Международния валутен фонд, Министерство на финансите на САЩ, търговските преговарящи на САЩ и други развити страни. Критиците твърдят, че политиките на реформите на така наречения свободен пазар, които Банката поддържа са често във вреда за икономическото развитие, ако бъдат приложени неправилно или твърде бързо („шокова терапия“), в погрешна последователност или в слаби, откъм конкурентоспособности икономики.
Една от най-силните критики към Световната банка е заради начина, по който тя е управлявана. Докато Банката представя 186 страни, то тя в действителност е ръководена от малка група нейни членове на икономически силни и с власт страни. Тези страни избират ръководството и старшия мениджмънт на Световната банка и по този начин техните интереси я доминират.
През 1990-те, Световната банка и МВФ изковават Вашингтонския консенсус – политики, които включват дерегулация и либерализация на пазарите, приватизация и редуциране на отбрана и военни сили. Макар че Вашингтонския консенсус е постигнат като политика, която най-добре ще предложи развитие, той е критикуван за игнориране на труда и работните места, и как реформите, като приватизация са проведени. Според мнозина Вашингтонския консенсус е наблегнал твърде много на растежа на БВП, и недостатъчно на постоянството в растежа или дали този растеж е в крайна сметка по-добър за стандартите на живот.
Някои анализатори показват, че Световната банка увеличава бедността и е била във вреда за околната среда, здравните системи на държави и културното разнообразие. Някои критици твърдят също така, че Световната банка непрестанно поддържа свой неолиберален дневен ред, налагайки политики на развиващите се страни, които са били вредни, деструктивни и насочени срещу развитието.

### Стратегии за намаляване на бедността
За най-бедните развиващи се страни в света плановете за помощ на банката се базират на стратегии за намаляване на бедността. Комбинирайки внимателно изследване на местните групи с обширен анализ на икономическото и финансово състояние на дадена страна, Световната банка разработва стратегия, предназначена единствено и само за въпросната страна. Тогава правителството идентифицира приоритетите и целите на страната за намаляване на бедността и Световната банка съответно очертава усилията си за помощ.
Четиридесет и пет страни са получили 25,1 милиарда щатски долара в „помощ за най-бедните страни на света“ – помощ, която отива при Международната асоциация за развитие към Световната банка, която разпределя заемите между осемте най-бедни държави.